# Балаж Фаркаш
Балаж Фаркаш (угор. Farkas Balázs, нар. 24 квітня 1988, Ньїредьгаза) — угорський футболіст, нападник угорського клубу «Галадаш».

## Клубна кар'єра
У дорослому футболі дебютував 2004 року виступами за команду клубу «Ньїредьгаза», в якій провів два сезони, взявши участь у 15 матчах чемпіонату. 
Своєю грою за цю команду привернув увагу представників тренерського штабу клубу «Динамо» (Київ), до складу якого приєднався 2006 року. Відіграв за київських «динамівців» наступні два сезони своєї ігрової кар'єри. Проте на поле виходив дуже рідко: за цей час лише п'ять разів виходив на заміну у матчах чемпіонату та один раз у кубку. Крім того, провів три матчі у чемпіонаті за дублюючу команду «Динамо» (Київ).
Не потрапляючи до основи, 2009 року угорський футболіст на правах оренди перейшов до «Відеотону», у складі якого провів сезон 2009–10 років. 
До складу клубу «Дебрецен» приєднався 23 червня 2010 року. Наразі встиг відіграти за клуб з Дебрецена 11 матчів в національному чемпіонаті.

## Виступи за збірні
Протягом 2006–2009 років залучався до складу молодіжної збірної Угорщини. На молодіжному рівні зіграв у 6 офіційних матчах.
15 листопада 2006 року дебютував в офіційних матчах у складі національної збірної Угорщини в товариській грі проти збірної Канади, що завершилася перемогою європейців з рахунком 1-0. Після дебюту Балаж був запрошений на наступний, весняний збір, на якому зіграв ще у двох матчах. Проте більше до лав збірної в майбутньому не викликався.

## Досягнення
- Чемпіон України: 2007
- Володар Кубка України: 2007
- Володар Суперкубка України: 2007
- Чемпіон Угорщини: 2012
- Володар Кубка Угорщини: 2012